# Attila Dorn
Karsten Brill (* 27. října 1970, Bous, Západní Německo), známý především pod svým pseudonymem Attila Dorn, je německý zpěvák a operní pěvec. Nejvíce je známý jako hlavní zpěvák německé power metalové skupiny Powerwolf, ve které působí od roku 2003 a vydal s ní doposud devět studiových alb. Mnoho lidí chybně považuje za Brillův skutečný životopis fiktivní verzi minulosti Attily Dorna, která vznikla po jeho vstupu do kapely a podle níž je Dorn napůl Maďar, napůl Rumun, narozený v transylvánské Sighișoaře. Toto tvrzení podporuje i fakt, že studoval operní zpěv na Národní univerzitě múzických umění v Bukurešti.